# قوچ ناوه
قوچ ناوه (به لاتین: Ghowch Naveh) یک منطقهٔ مسکونی در افغانستان است که در ولایت بامیان واقع شده‌است.